# 国史編纂委員会
国史編纂委員会（こくしへんさんいいんかい、朝鮮語: 국사편찬위원회）は、朝鮮の歴史を研究する為に設置された大韓民国の国家機関。
1946年3月に、申奭鎬らが朝鮮史編修会の資料を引き継ぐ形で、「国史館」を景福宮緝敬堂に設置したことが始まり。その後、「国史館」は1949年7月に「国史編纂委員会」として職制を改編し、大韓民国教育部の傘下に設置された。

## 業務
業務内容は以下の通り。
1. 国内外史料の調査・収集・保存のための長期計画及び年次計画の樹立・施行
2. 韓国史の研究・編纂・研修・普及のための長期計画及び年次計画の樹立・施行
3. 韓国史の研修及び史料管理専門人材の育成等
4. 韓国史の情報化のための長期計画及び年次計画の樹立・施行
5. 韓国史及び史料関連機関間の協力及び調整
6. 国家重要史料所有者または管理者に対する閲覧・複製要請及び国家重要史料の保存・管理・編纂等
7. その他の史料調査・収集・保存・編纂及び韓国史研究・編纂・研修・普及等

## 組織
委員会は大統領の任命による委員長（次官級）1人と常任委員2人を含めた15名以上20名以内の委員で構成される。委員の任期は3年。

### 下部組織
- 総務課
- 編史部
  - 編史企画室
  - 史料調査室
  - 研究編纂室
  - 資料情報室

## アクセス
- 住所：京畿道果川市教育元老86　電話：02-500-8282
- 最寄駅：首都圏電鉄4号線政府果川庁舎駅6番出口から徒歩20分